# Gauchachtalbrücke Döggingen
Die Gauchachtalbrücke Döggingen ist eine rund 800 Meter lange Straßenbrücke der Bundesstraße 31 zur Überquerung des Tals der Gauchach. Sie verbindet die Ortschaften Bräunlingen und Löffingen im Schwarzwald-Baar-Kreis bzw. im Landkreis Breisgau-Hochschwarzwald. Die B 31 führte vor dem Bau der Brücke durch den Ort Döggingen, der von der Südwestseite über eine steile Rampe erreicht wurde. Zusammen mit dem Tunnel Döggingen bildet die Brücke die Ortsumfahrung für die Ortschaft und verkürzt damit die Ost-West-Verbindung durch den Schwarzwald.
Die Straßentrassierung sind zwei gegenläufige Klothoide. Die Feldweiten der Brücke betragen 50 – 80 – 4 × 100 – 85 – 75 – 60 Meter und die Stützpfeiler überwinden ein starkes Quergefälle von bis zu 7 % bei schwieriger Bodenschicht. Deswegen sind die Pfeiler als Bohrpfähle gegründet worden.
Die Gauchachtalbrücke wurde 2002 eröffnet. Für den Bau einer parallel verlaufenden, zweiten Brücke für die Richtungsfahrbahn Richtung Donaueschingen, wurde ebenfalls eine Planfeststellung durchgeführt, die Realisierung wurde aber zunächst aus finanziellen Gründen verschoben.

## Planungen für eine zweite Brücke
Rund 20 Jahre später wurden die Planungen für die zweite Brücke wieder aufgenommen, 2022 sollte mit dem Bau der zweiten Brücke begonnen werden, die Fertigstellung war für 2028 geplant. Der VCD Regionalverband Südbaden reichte im Oktober 2022 erfolgreich Klage ein. Im Januar 2023 wurde in einem Eilantrag gegen den Bau der zweiten Brücke entschieden.
Motivation für die Klage waren vor allem die umwelttechnischen und klimatischen Auswirkungen durch einen Brückenneubau. Während das Regierungspräsidium im Dezember 2022 seine Auffassung bekannt gab, dass „keine erheblichen Umweltauswirkungen“ im Sinne des Gesetzes über die Umweltverträglichkeitsprüfung zu erwarten seien und daher „keine Umweltverträglichkeitsprüfung erforderlich“ sei, forderte der VCD die Durchführung einer Umweltverträglichkeitsprüfung nach Maßstäben des Jahres 2023.
Im August 2023 gab der Verwaltungsgerichtshof Baden-Württemberg dem Eilantrag des VCD auf aufschiebende Wirkung seiner Klage statt, weswegen das Regierungspräsidium das Verfahren bis zur Entscheidung im Hauptsacheverfahren stoppte. Das Regierungspräsidium Freiburg kündigte an, die Begründung des Gerichts zu prüfen und das weitere Vorgehen mit den Verkehrsministerien von Bund und Land abzustimmen. Im Mai 2024 erklärte der Verwaltungsgerichtshof Mannheim die Plangenehmigung für rechtswidrig.